# Beaver Township (comté de Columbia, Pennsylvanie)
Pour les articles homonymes, voir Beaver Township et Beaver.
Beaver Township est un township, situé au sud-est de la partie centrale du comté de Columbia, aux États-Unis,. En 2010, il comptait une population de 917 habitants.

## Démographie
Lors du recensement de 2010, le township comptait une population de 917 habitants. Elle est également estimée, en 2018, à 918 habitants.

### Source de la traduction
- (en) Cet article est partiellement ou en totalité issu de l’article de Wikipédia en anglais intitulé « Beaver Township, Columbia County, Pennsylvania » (voir la liste des auteurs).